# Bertrand Halperin
Bertrand Halperin (* 6. prosince 1941) je americký fyzik působící jako profesor matematiky a přírodní filozofie na Harvardově univerzitě.
Narodil se v Brooklynu v New Yorku. Jeho matka byla správkyní fakulty, otec byl celním inspektorem. Oba rodiče se narodili v Sovětském svazu, babička údajně měla původ u Ba'ala Šema Tova.
Halperin nejdříve navštěvoval Harvardovu univerzitu, doktorát ovšem získal na Kalifornské univerzitě v Berkeley roku 1965. V 70. letech 20. století vypracoval teorii dvourozměrného tání, předpověděl hexatickou fázi předtím než byla experimentálně pozorována v 80. letech. Další práce se týkala teorie kvantového Hallova jevu. Jeho zájmy v prvním desetiletí 21. století se obrátily k silně interagujícím nízkodimenzionálním elektronovým systémům.
V roce 2001 získal Onsagerovu cenu, roku 2003 potom Wolfovu cenu za fyziku.